# David Cohen de Castro e Lara
David Cohen de Castro e Lara ComC (Lisboa, antes de 1839? - Berlim, 16 de Julho de 1913), 1.º Barão de Sendal, foi um diplomata português.

## Família
Filho natural de Abraham de S. Cohen (Gibraltar, 19 de Janeiro de 1812 - Lisboa, 23 de Janeiro de 1866, jaz no CIRNE), Negociante, Judeu Sefardita de cidadania Britânica, que casou em Lisboa, na Praça da Alegria, a 13 de Março de 1857 com Simy Amzalak Zagury (Terceira, 1830 - Lisboa, 30 de Março de 1894, jaz no CIASJ), de cidadania Portuguesa, da qual foi primeiro marido e da qual teve três filhos e uma filha, geração hoje extinta na varonia.

## Biografia
Diplomata, admitido ao serviço na Secretaria da Câmara dos Dignos Pares do Reino a 6 de Abril de 1859, sendo 1.º Oficial Executivo a 6 de Março de 1880. Foi nomeado 2.º Secretário em Bruxelas a 26 de Dezembro de 1883. Serviu nas Legações de Portugal em Bruxelas, Bélgica, em Madrid, Espanha, em Roma, Itália, e em Haia, Holanda. Foi nomeado 1.º Secretário a 23 de Novembro de 1893, estando então a servir em Haia, e servindo depois nas Legações de Portugal em Paris, França, e em Berlim, Alemanha, até que, a 20 de Maio de 1897, regressou a Lisboa, tendo servido até 30 de Junho de 1900. Foi durante três anos Enviado Extraordinário e Ministro Plenipotenciário em Pequim, China, e em Tóquio, Japão, tendo sido exonerado a seu pedido a 7 de Dezembro de 1910, estando em Berlim, e por motivos de saúde.
Comendador da Ordem de Cristo, Comendador da Ordem de Carlos III de Espanha, Oficial da Ordem dos Santos Maurício e Lázaro de Itália, Oficial da Ordem de Leopoldo I da Bélgica, etc.
Por proposta do Ministério dos Negócios Estrangeiros foi agraciado com o título de 1.º Barão de Sendal, em sua vida, o qual foi-lhe concedido por Decreto de D. Luís I de Portugal de 7 de Junho de 1888. Consta que foi amigo d' El-Rei D. Luís I, com quem participava em caçadas, e que o nomeou Ministro de Portugal em Berlim, nomeação esta que não foi aceite pelos Alemães por David Cohen ser Judeu; D. Luís I deu-lhe o título de 1.º Barão de Sendal e, sendo novamente proposto como Ministro para Berlim, foi desta vez aceite por ser Barão. As suas Armas são: esquartelado, no 1.º de vermelho, com duas caldeiras de prata, com quatro cabeças de serpe de azul em cada uma das asas (de Lara de Espanha), no 2.º de azul, em chefe uma coroa de Barão de prata e em ponta duas mãos de prata dispostas na posição com que os Cohen abençoam o povo, abertas com as palmas voltadas para a frente e com os três primeiros dedos para um lado e os dois últimos dedos para o outro, no 3.º de ouro, com um leão de vermelho, no 4.º de prata, com seis arruelas de azul, postas 3, 2 e 1 (de Castro de seis arruelas); timbre: desconhecido; coroa de Barão.
Como ficasse solteiro, deixou o que possuía a seu meio-sobrinho-neto David Cohen Zagury.